# Biram Kayal
Biram Kayal (ur. 2 maja 1988 w Dżudajda-Makr) – izraelski piłkarz narodowości arabskiej, gracz Brighton & Hove Albion grający na pozycji pomocnika.

## Kariera klubowa
Zadebiutował w pierwszej drużynie Maccabi Hajfa pod koniec sezonu 2005/2006 w wygranym 2:1 meczu z Maccabi Petach Tikwa. W sezonie 2006/2007 wystąpił sześć razy we wszystkich rozgrywkach. Strzelił hat-tricka w wygranym meczu z Beitarem Jerozolima. Z klubem zdobył Toto Cup oraz dwukrotne mistrzostwo ligi izraelskiej.
29 lipca 2010 podpisał czteroletni kontrakt z Celtikiem. Zadebiutował 19 sierpnia 2010 roku w meczu z FC Utrecht.

## Kariera reprezentacyjna
Zadebiutował w reprezentacji podczas meczu ze Szwajcarią 6 września 2008 roku. Gola dla reprezentacji zdobył podczas meczu kwalifikacyjnego Euro 2012 przeciwko Łotwie.